# Malkata

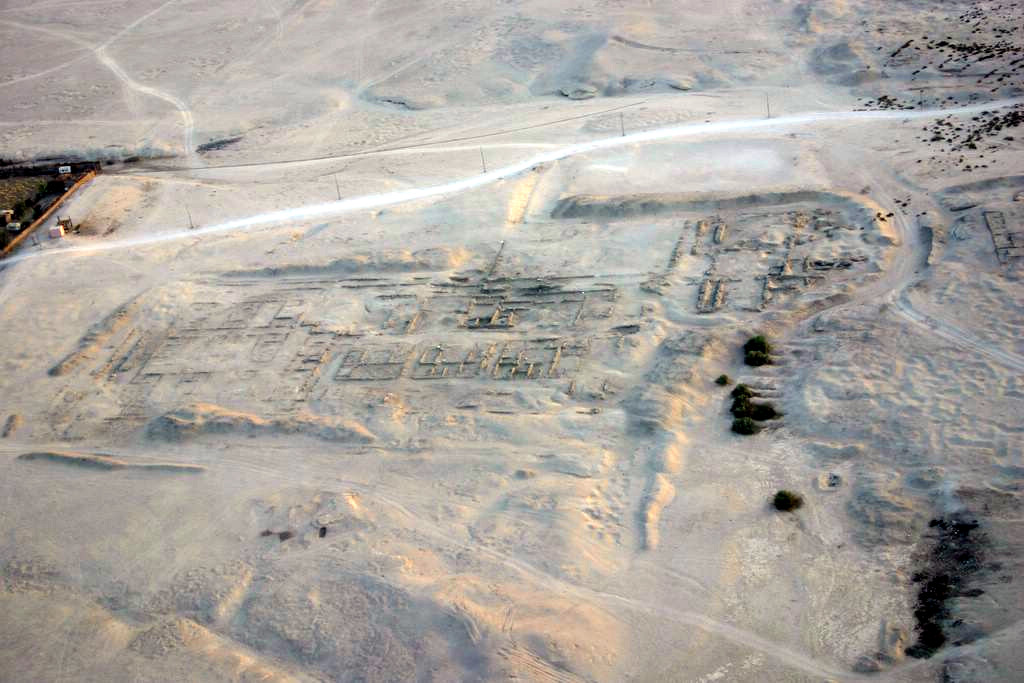
Rovine di Malkata

Malkata (o el- Malqata) è un sito archeologico egiziano vicino a Tebe.
Fu scoperto nel 1888 quasi per caso da Daressy, un assistente di Gaston Maspero, del Service des Antiquitès.
Il nome della località el- Malqata significa: "luogo in cui le cose vengono ritrovate" ed in effetti pare che in questa zona, prima degli scavi, siano stati notati spesso affioramenti di materiali ceramici.
A dare impulso alla costruzione del complesso palaziale fu il faraone Amenofi III poco prima della celebrazione del suo terzo giubileo (o festa Heb-Sed) anche se l'occupazione di questo luogo da parte del sovrano risale almeno alla prima festa giubilare.
Il sito si estende per 32 ettari e può essere suddiviso in cinque aree: il palazzo del sovrano, la dimora della regina, una cappella dedicata al dio Amon, gli appartamenti dei funzionari e gli alloggi degli operai.
Sembra che l'occupazione della zona sia continuata anche durante i primi anni di regno di Amenofi IV-Akhenaton per poi essere abbandonata durante gli anni dell'eresia di Amarna.